# Superbus
Superbus es un grupo francés de pop-rock formado en 1999 por Jennifer Ayache, hija de la actriz y comediante Chantal Lauby.
Superbus lanzó su primer álbum (Aéromusical) en 2002, atrayendo a muchos aficionados, le sigue Pop'n'Gum en 2004, un segundo álbum más pop, lleno de los 60s y la cultura surf (la canción "Radio Song" aparece en el videojuego Guitar Hero III: Legends of Rock). El tercer álbum, WOW, es un álbum de sonido de rock electro infundido con los 80 y 90, salió a la venta en 2006, destacó sobre todo por los sencillos “Butterfly” y “Lola”. En 2009 se lanzó el cuarto álbum Lova Lova. Su primer disco recopilatorio titulado “Happy BusDay: The Best of Superbus, fue lanzado el 20 de septiembre de 2010, coronando los 10 años de la carrera. Después de un descanso, Superbus volvió en 2012 con un nuevo disco llamado Sunset, que salió a la venta el 27 de agosto de 2012. El nuevo álbum grabado en Los Ángeles, promete una nueva evolución del grupo y un viaje por los Estados Unidos.

## Historia

### Formación y primeros pasos (1999-2001)
Después de un viaje a Estados Unidos para perfeccionar su inglés en 1999, Jennifer Ayache buscaba músicos para formar un grupo. Conoció a Michel Giovannetti, guitarrista, y a François Even, un bajista, que ya se conocían de otro grupo, y formaron una nueva banda, inicialmente como una pieza de tres antes de que otros dos miembros se unieran. 
Más tarde los dos fueron sustituidos por Guillaume Rousse en la batería y Patrice Focone en la guitarra. Rousse dejó la banda en 2005 y fue reemplazado por Greg Jacks.
Inicialmente, el grupo se llamaba Twiggy pero el nombre ya está en uso, y tuvieron que cambiarlo, el nombre "Superbus" fue elegido por Jennifer Ayache. Viene del latín superbus, que significa "soberbio", "hermoso". Buscando en un diccionario de latín Jennifer Ayache encontró el nombre del grupo.

### Aéromusical (2001-2003)
Después de varios primeros temas Superbus acordó a grabar una demo. El título del primer sencillo es Tchi-Cum-Bah, que salió el 19 de marzo de 2002 con el álbum debut Aéromusical producido por el sello Mercury. Con un sonido pop fresco, relativamente desconocido en Francia. El grupo es alabado por la prensa especializada.
Tres canciones destacaron del álbum: Tchi-Cum-Bah, Superstar y Into The Groove (de Madonna). El álbum vendió 100.000 copias.
El grupo rápidamente se ganó una reputación por sus conciertos, destacando con sus presentaciones en vivo energéticas. El 1 de septiembre de 2002 anuncian una gira durante el otoño, que continuara en primavera y verano del 2003.
En 2003, el álbum Aéromusical forma parte de la banda sonora de la película “Laisse tes mains sur mes hanches réalisé” por Lauby Chantal. Ocho meses más tarde el sencillo “Monday to Sunday” tiene el privilegio de que se emitirá durante el partido de voleibol de la película “RRRrrrr!” por Alain Chabat, emitido en enero de 2004 y muy esperado por los fanes más impacientes.

## Integrantes

### Miembros actuales
- Jennifer "Jenn" Ayache - voz, teclado, guitarra, pandereta, güiro (1999–presente)
- Michel "Mitch" Giovannetti - guitarra, coros (1999-presente)
- François-Xavier Even - bajo, teclado, coros (1999–presente)
- Patrice "Pat" Focone - guitarra, teclado, coros (2000-presente)
- Gregory "Greg Jacks" Abitbol - batería, percusión (2006–presente)

### Miembros anteriores
- Guillaume Rousé - batería (2000-2006)

## Discografía

### Álbumes de estudio
| 2002 | Aéromusical                        | +80.000  | Disco de plata         | No   | 85 | -- |
| 2004 | Pop'n'Gum                          | +150.000 | Disco de oro           | 2005 | 26 | 15 |
| 2006 | Wow                                | +350.000 | Disco de platino       | 2008 | 6  | 38 |
| 2009 | Lova, lova                         | +200.000 | Doble Disco de platino | 2009 | 2  | 13 |
| 2010 | Happy BusDay: The Best of Superbus | +50.000  | Disco de oro           | No   | 7  | 44 |
| 2012 | Sunset                             | --       | --                     | No   | -- | -- |

### Sencillos
- octubre 2002: Tchi-Cum-Bah - FRA 59#
- marzo 2003: Superstar
- julio 2003: Into the Groove - FRA 59#
- diciembre 2003: Monday to Sunday - FRA 59#
- mayo 2004: Sunshine
- noviembre 2004: Radio Song
- julio 2005: Pop’n’gum - FRA 39#
- septiembre 2005: Little Hily
- junio 2006: Le rock à Billy
- julio 2006: Butterfly - FRA 2#
- julio 2007: Lola - FRA 6#
- noviembre 2007: Travel the world - FRA 22#
- marzo 2008: Ca mousse - FRA 30#
- noviembre 2008: Addictions - FRA 5#
- abril 2009: Lova Lova
- julio 2009: Nelly
- septiembre 2009: Apprends-moi - FRA 19#
- junio 2010: Mes défauts - FRA 39#
- mayo 2012 : All Alone - FRA 93#
- agosto 2012: À la chaîne

### DVD
- 25 de marzo de 2008: Super Acoustique. Disco de Platino: +15.000

### Compilaciones
- 20 de septiembre de 2010: Happy BusDay: The Best of Superbus. Disco de Oro: +50.000 (#1 FRA Top de compilaciones; #44 BEL (Wa))

## Curiosidades
- La canción "Lola" es el tema principal de la serie de Greek TV del mismo nombre (Λολα en griego), inspirada en la serie original argentina Lalola.

- La canción "Radio Song" de su segundo álbum Pop'n'Gum aparece en el videojuego Guitar Hero 3.

- La canción "Butterfly" del álbum WOW aparece como soundtrack del videojuego FIFA 08.